# Лауфенбург (Ааргау)
Лауфенбург (нім. Laufenburg AG) — місто  в Швейцарії в кантоні Ааргау, округ Лауфенбург.

## Географія
Місто розташоване на лівому березі Рейну, яким пролягає швейцарсько-німецький кордон. З іншого берега річки розташоване однойменне німецьке місто, на кордоні між ними розташована ГЕС Лауфенбург. Відстань від Берна становить близько 85 км на північний схід, від Аарау — 19 км на північ.
Лауфенбург має площу 14,5 км², з яких на 12,5 % дозволяється будівництво (житлове та будівництво доріг), 38,4 % використовуються в сільськогосподарських цілях, 46,3 % зайнято лісами, 2,8 % не є продуктивними (річки, льодовики або гори).

## Демографія
2019 року в місті мешкало 3680 осіб (+15,3% порівняно з 2010 роком), іноземців було 33,1%. Густота населення становила 254 осіб/км².
За віковим діапазоном населення розподілялося таким чином: 21% — особи молодші 20 років, 58,8% — особи у віці 20—64 років, 20,2% — особи у віці 65 років та старші. Було 1575 помешкань (у середньому 2,3 особи в помешканні).
Із загальної кількості 2323 працюючих 93 було зайнятих в первинному секторі, 856 — в обробній промисловості, 1374 — в галузі послуг.

## Фотографії

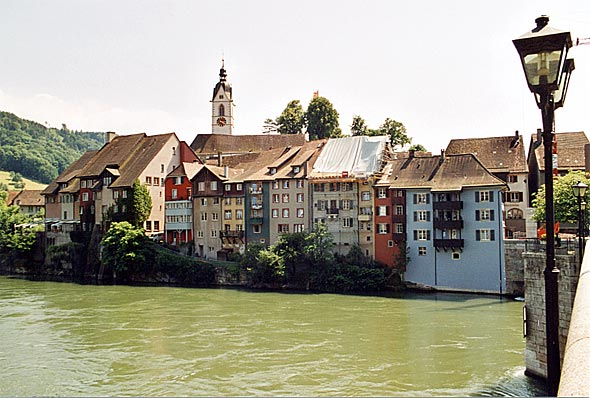
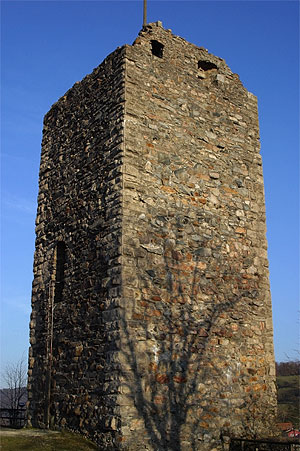
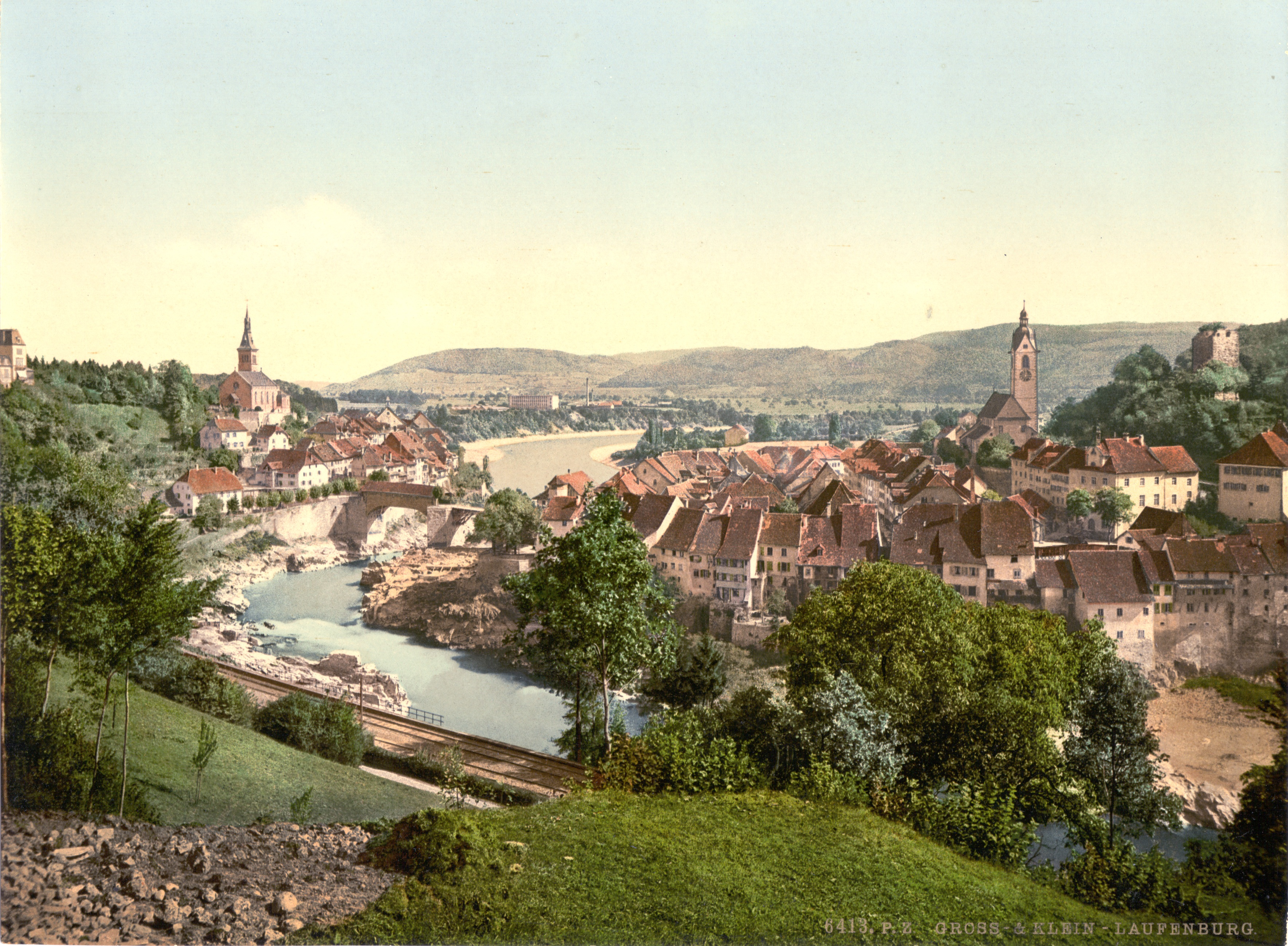
Лауфенбург 1896 року
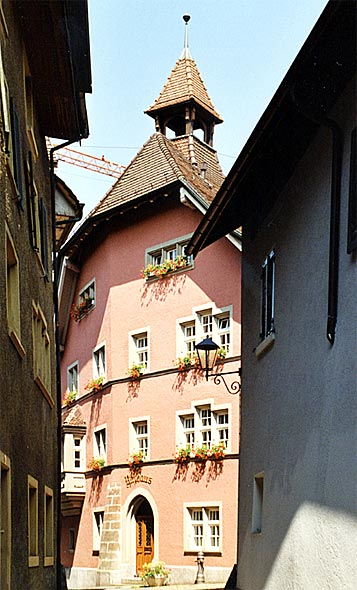
Міська ратуша
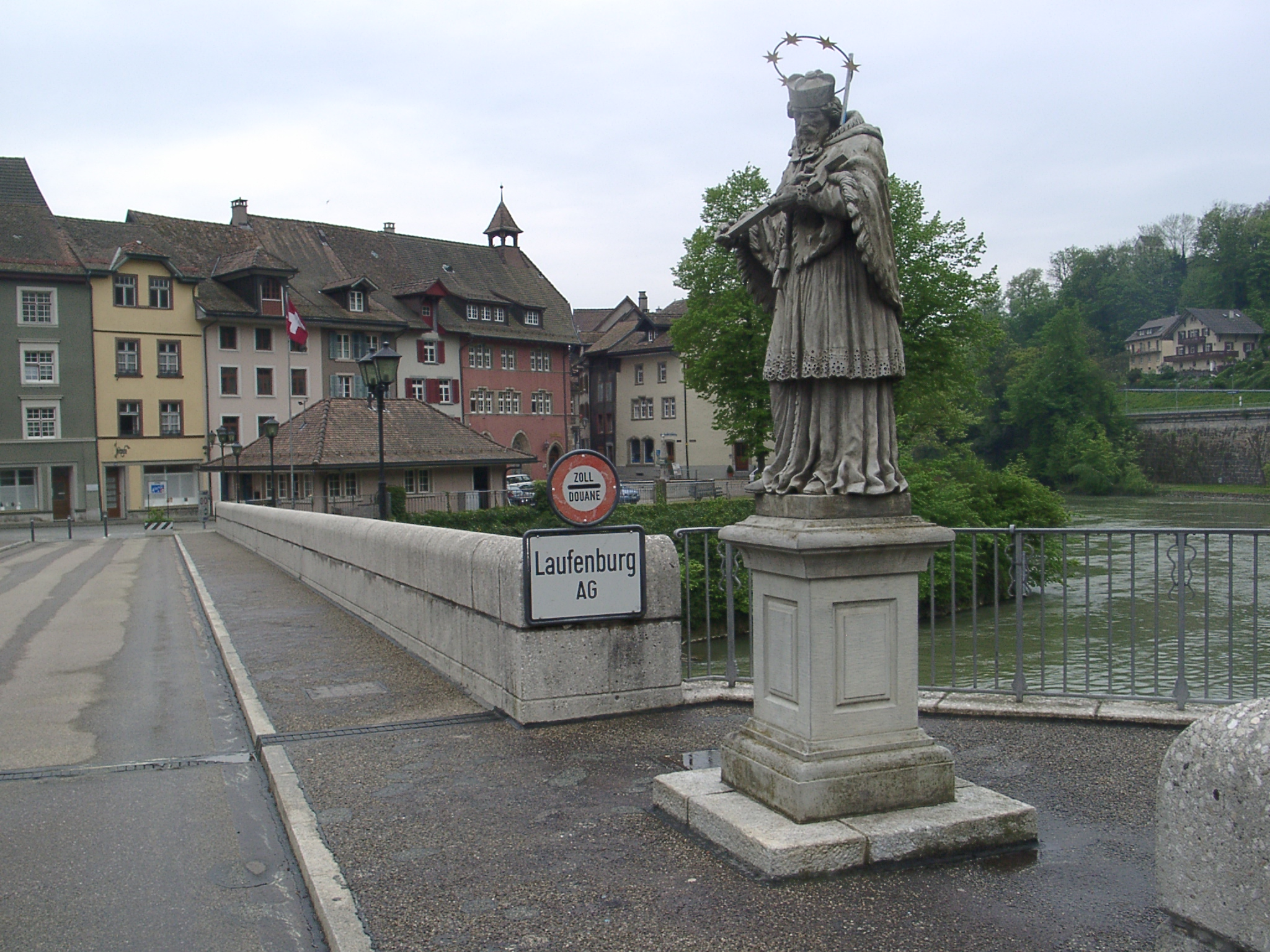